# ブラック・ミディ
ブラック・ミディ (Black Midi)は、2017年にロンドンで結成されたイギリスのロックバンドである。
マスロック、プログレッシブ・ロック、ポストパンクなどのジャンルを融合させた実験的かつアグレッシブなサウンドを追求している。バンド名は、音楽のジャンルBlack MIDIに由来するが、音楽性は独自の進化を遂げている。

## 来歴
2018年にデビューシングル「bmbmbm」をリリースし、2019年6月21日にデビュースタジオアルバム『Schlagenheim』をリリースした。全英アルバムチャートのトップ50に入り、2019年のマーキュリー賞にノミネートされ、批評家からも絶賛された。2ndアルバム『Cavalcade』は2021年5月26日にリリースされ、3rdアルバム『Hellfire』は2022年7月15日にリリースされた。2024年8月、インスタグラムの生配信にて、中心人物のジョーディ・グリープが「ブラック・ミディはおもしろいバンドだったけど、今はもう無期限に終わっている」と発言。ベーシストのキャメロン・ピクトンもX (旧 ツイッター)でその意向を認めたが、その後削除している。
来日公演は、2019年9月、2022年12月に行われている。

## メンバー

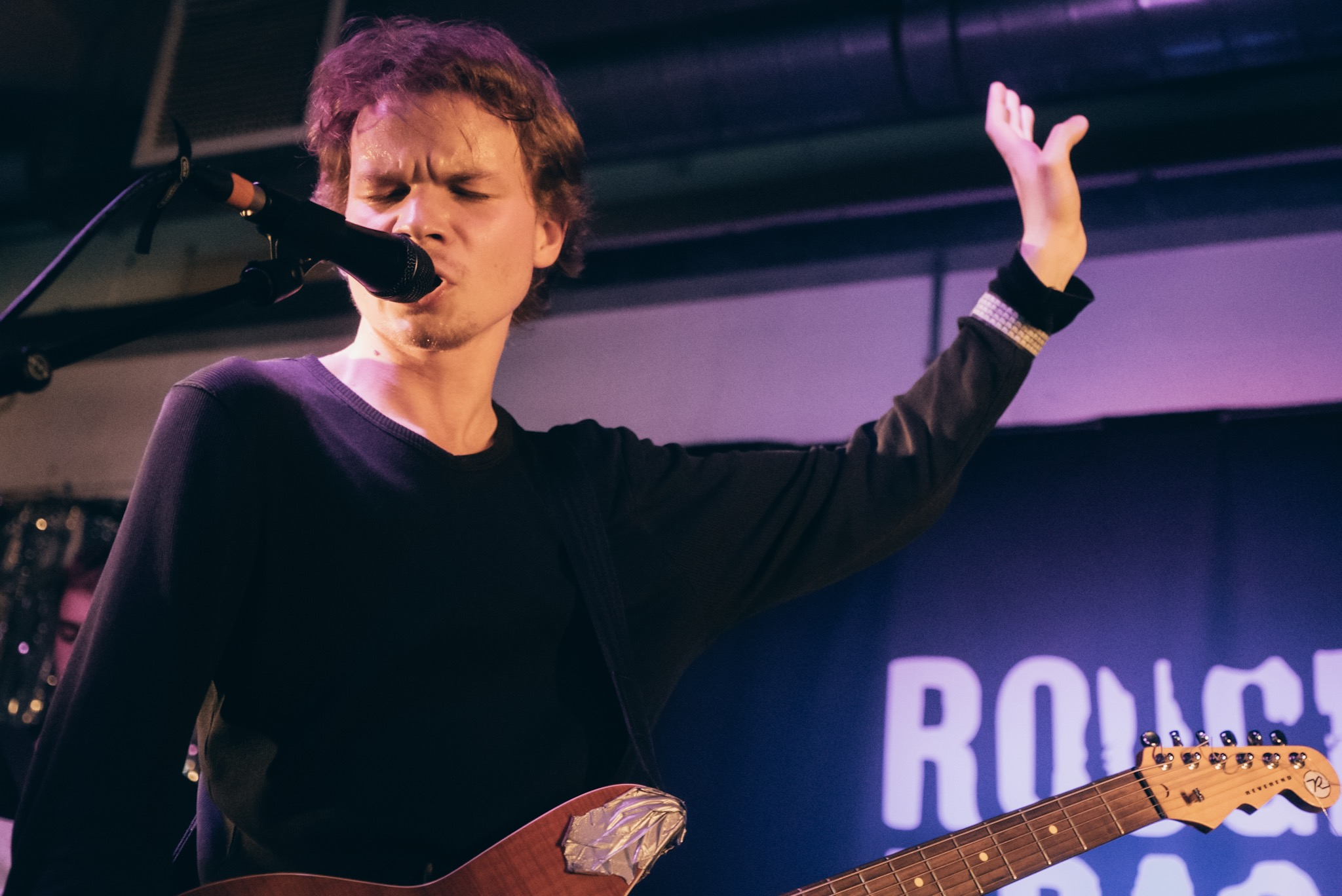
ジョーディ・グリープ

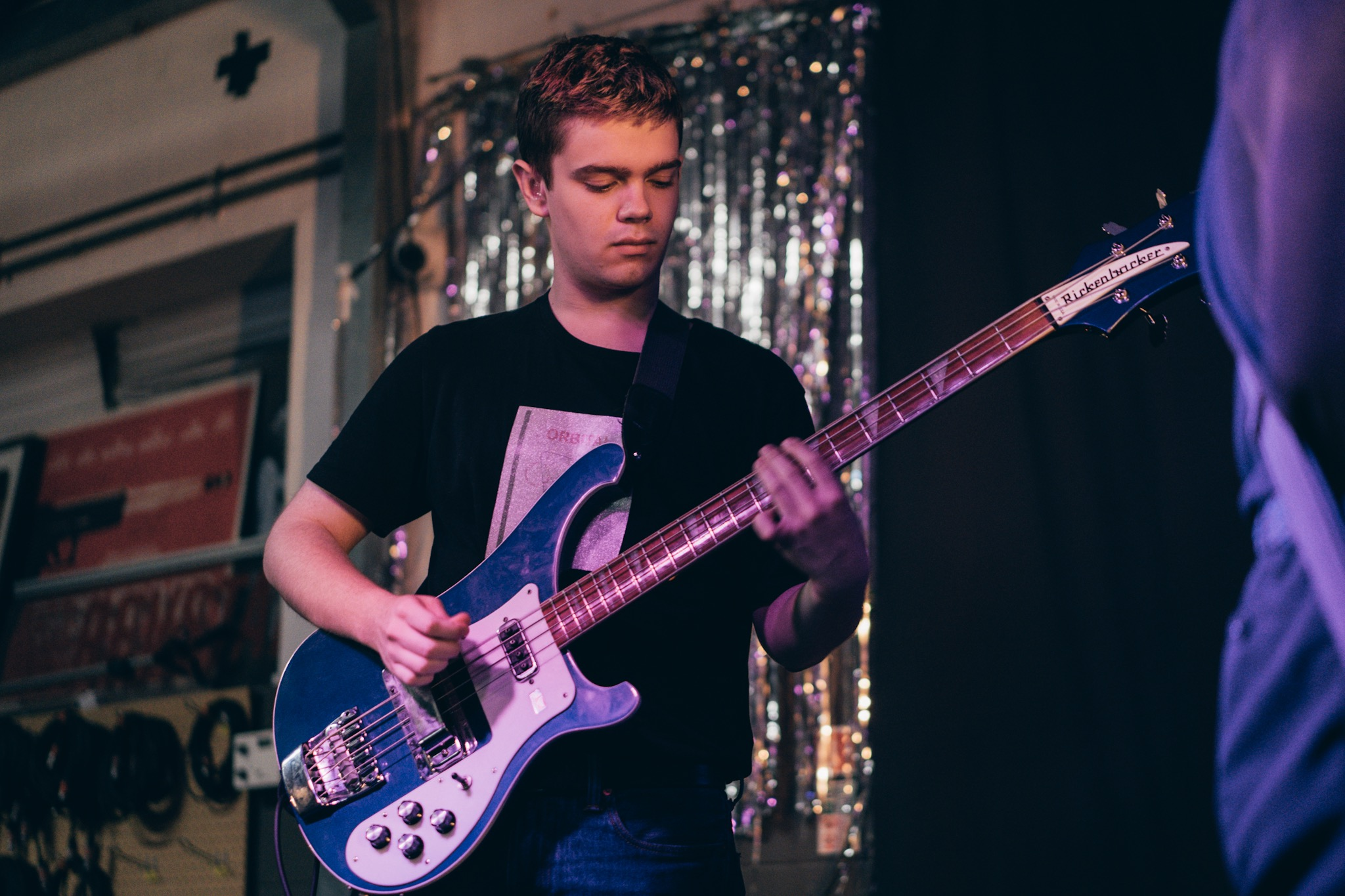
キャメロン・ピクトン

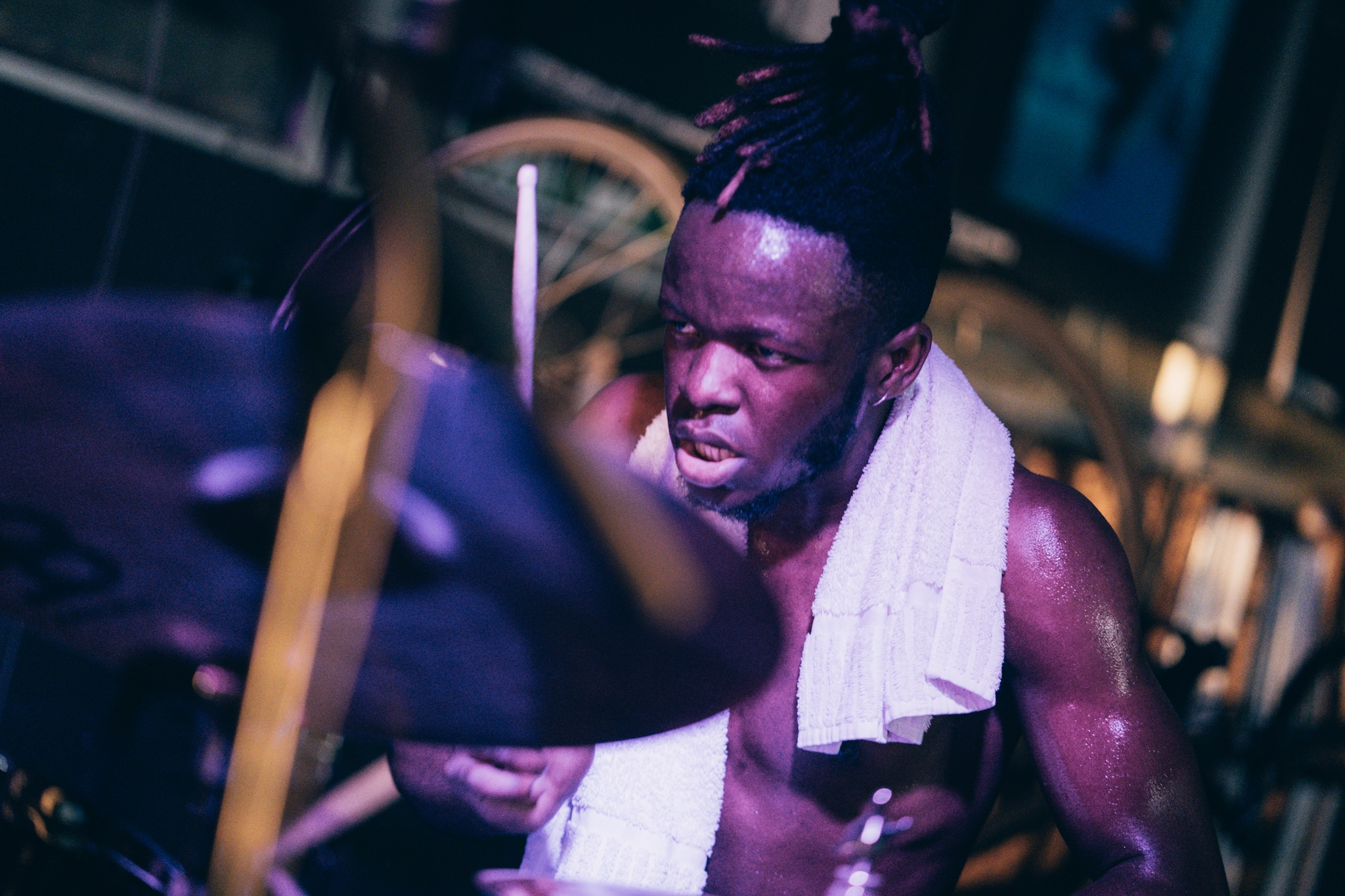
モーガン・シンプソン

- ジョーディ・グリープ – ボーカル、ギター、ベース (2017 - )
- キャメロン・ピクトン – ボーカル、ベース、シンセサイザー、サンプリング、ギター (2017 - )
- モーガン・シンプソン – ドラムス (2017 - )

セッションメンバー
- セス・エヴァンス – キーボード、シンセサイザー (2020-)
- カイディ・アキニビ - サックス (2020 - )

過去のメンバー
- マット・クワシニエフスキ=ケルヴィン – ギター、ボーカル (2017 – 2020)

## 人物
- メンバーは全員、芸術学校のブリットスクール出身である。
- ジョーディ・グリープ
  - 「ゴージャスなエンディングの映画」の一つとして黒澤明の『乱』を挙げた[13]。
  - 史上最高の曲としてデヴィッド・ボウイの『Heroes』を挙げた[14]。

## ディスコグラフィー

### スタジオ・アルバム
- Schlagenheim (2019年)
- Cavalcade (2021年)
- Hellfire (2022年)

### ライブ・アルバム
- Damo Suzuki Live at the Windmill Brixton with 'Sound Carriers' black midi (2018年)
- Live at KEXP (2019年)
- Live on Canal St, NYC (2019年)
- Black Midi Live in the USA (2020年)
- Live-Cade (2021年)
- Live Fire (2022年)

### カバーEP
- Cavalcovers[15] (2022年)

1. 21世紀のスキッツォイド・マン (キング・クリムゾン)
2. ラヴ・ストーリー (テイラー・スウィフト)
3. ムーンライト・オン・ヴァーモント (キャプテン・ビーフハート・アンド・ザ・マジック・バンド)